# 麥卡錫島

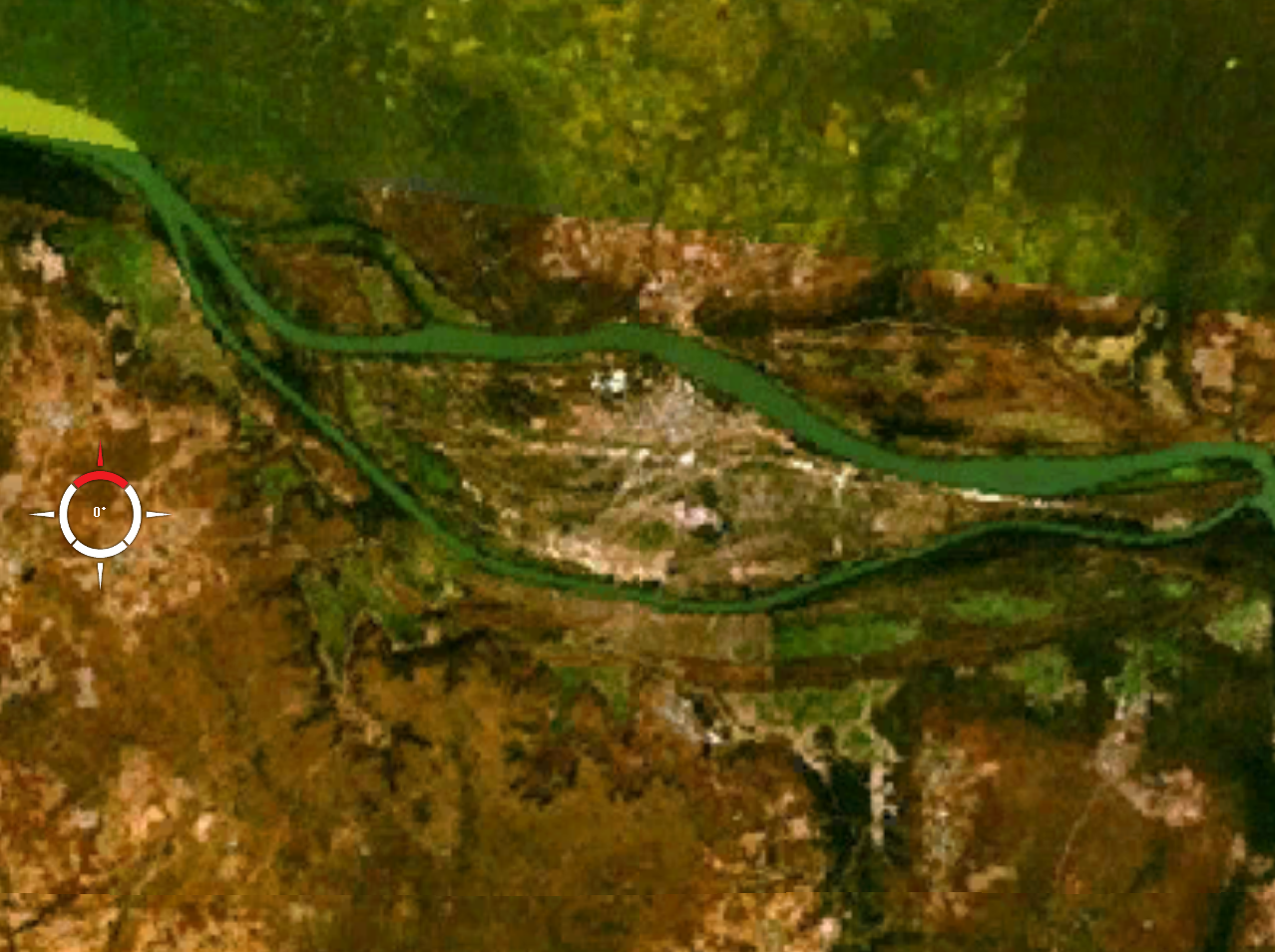

麥卡錫島（英語：MacCarthy Island）是西非國家岡比亞的島嶼，由中河區負責管轄，位於該國東部岡比亞河下游離河口處約272公里，島上城市詹詹布雷是全國第二大城市，該國最大的監獄建於島上。

## 外部連結
- Tours to Janjanbureh Island
- Information from "Slavery Trade of the Gambia"

13°32′N 14°46′W / 13.533°N 14.767°W